# 锡河 (滨海塞纳省)
锡河（法語發音：[si]）是法国诺曼底大区滨海塞纳省的一条沿海河流，长37.9千米，发源自埃坦皮，于滨海欧托流入英吉利海峡。